# Springfield (Kalifornie)
Springfield je malé město v okrese Tuolumne County v americkém státě Kalifornie. Město se nachází v pohoří Sierra Nevada a má přibližně 1200 obyvatel.